# Rongcheng (Baoding)
Rongcheng léase Rong-Chéng (en chino simplificado, 容城县; pinyin, Róngchéng xiàn) es un condado bajo la administración directa de la ciudad-prefectura de Baoding. Se ubica en la provincia de Hebei, este de la República Popular China. Su área es de 311 km² y su población total para 2010 fue más de 200 mil habitantes. Su territorio hace parte de la zona franca de Xiong'an que el gobierno fomenta desde 2007.

## Administración
El condado de Rongcheng administra 5 ciudades (镇) y 3 municipios (乡):
Ciudades:
- Rongcheng (容城镇), Xiaoli (小里镇), Nanzhang (南张镇), Dahe (大河镇), Liangmatai (晾马台镇)

Municipios:
- Bayu Township (八于乡), Jiaguang Township (贾光乡), Pingwang Township (平王乡)